# NASA Astronautengroep 11
NASA's elfde astronautengroep werd in 1985 geselecteerd.
De groep bestond uit:
| Astronaut        | Aantal vluchten | Missies                                 | Status               |
| ---------------- | --------------- | --------------------------------------- | -------------------- |
| Jerome Apt       | 4               | STS-37, STS-47, STS-59, STS-79          | Pensioen 31.05.1997  |
| Michael Baker    | 4               | STS-43, STS-52, STS-68, STS-81          | Pensioen ??.01.2008  |
| Robert Cabana    | 4               | STS-41, STS-53, STS-65, STS-88          | Pensioen ??.04.2004  |
| Brian Duffy      | 4               | STS-45, STS-57, STS-72, STS-92          | Pensioen ??.04.2001  |
| Charles Gemar    | 3               | STS-38, STS-48, STS-62                  | Pensioen ??.??.1996  |
| Linda Godwin     | 4               | STS-37, STS-59, STS-76, STS-108         | Pensioen ??.08.2010  |
| Terence Henricks | 4               | STS-44, STS-55, STS-70, STS-78          | Pensioen 31.10.1997  |
| Richard Hieb     | 3               | STS-39, STS-49, STS-65                  | Pensioen 03.04.1995  |
| Tamara Jernigan  | 5               | STS-40, STS-52, STS-67 , STS-80, STS-96 | Pensioen 21.09.2001  |
| Carl Meade       | 3               | STS-38, STS-50, STS-64                  | Pensioen 29.02.1996  |
| Stephen Oswald   | 3               | STS-42, STS-56, STS-67                  | Pensioen ??.01.2000  |
| Stephen Thorne   | 0               |                                         | Omgekomen 24.05.1986 |
| Pierre Thuot     | 3               | STS-36, STS-49, STS-62                  | Pensioen ??.06.1995  |